# Mika Godts
Mika Marcel Godts (Lovanio, 7 giugno 2005) è un calciatore belga, attaccante dell'Ajax.

## Carriera

### Club
Godts è cresciuto nelle giovanili di Anderlecht e Genk. Nel 2022 è stato promosso nel Jong Genk dove nella prima parte della stagione 2022-2023 ha realizzato 7 reti in 19 incontri.
Dopo aver annunciato che non avrebbe rinnovato il proprio contratto in scadenza al termine della stagione, il 31 gennaio 2023 è stato ceduto all'Ajax per un milione di euro.
Ha esordito con lo Jong Ajax il 20 febbraio 2023 nella vittoria casalinga per 4-2 in Eerste Divisie contro l'MVV. Il 9 aprile 2023, ha debuttato in prima squadra nella vittoria casalinga per 4-0 contro il Fortuna Sittard in Eredivisie.

### Nazionale
Ha giocato nella nazionale belga Under-17.

## Statistiche

### Presenze e reti nei club
Statistiche aggiornate al 7 novembre 2024.
| Stagione         | Squadra          | Campionato       | Campionato | Campionato | Coppe nazionali | Coppe nazionali | Coppe nazionali | Coppe continentali | Coppe continentali | Coppe continentali | Altre coppe | Altre coppe | Altre coppe | Totale | Totale | Totale |
| Stagione         | Squadra          | Comp             | Pres       | Reti       | Comp            | Pres            | Reti            | Comp               | Pres               | Reti               | Comp        | Pres        | Reti        | Pres   | Reti   |        |
| ---------------- | ---------------- | ---------------- | ---------- | ---------- | --------------- | --------------- | --------------- | ------------------ | ------------------ | ------------------ | ----------- | ----------- | ----------- | ------ | ------ | ------ |
| 2022-gen. 2023   | Jong Genk        | D2               | 19         | 7          | -               | -               | -               | -                  | -                  | -                  | -           | -           | -           | 19     | 7      |        |
| gen.-giu. 2023   | Jong Ajax        | EED              | 11         | 3          | -               | -               | -               | -                  | -                  | -                  | -           | -           | -           | 11     | 3      |        |
| 2023-2024        | Jong Ajax        | EED              | 14         | 6          | -               | -               | -               | -                  | -                  | -                  | -           | -           | -           | 14     | 6      |        |
| Totale Jong Ajax | Totale Jong Ajax | Totale Jong Ajax | 25         | 9          |                 | -               | -               |                    | -                  | -                  |             | -           | -           | 25     | 9      |        |
| gen.-giu. 2023   | Ajax             | ED               | 3          | 0          | CO              | 1               | 0               | -                  | -                  | -                  | -           | -           | -           | 4      | 0      |        |
| 2023-2024        | Ajax             | ED               | 13         | 0          | CO              | 0               | 0               | UEL+UECL           | 3+0                | 0+0                |             | -           | -           | 16     | 0      |        |
| 2024-2025        | Ajax             | ED               | 16         | 3          | CO              | 2               | 0               | UEL                | 12                 | 4                  | -           | -           | -           | 30     | 7      |        |
| Totale Ajax      | Totale Ajax      | Totale Ajax      | 32         | 3          |                 | 3               | 0               |                    | 15                 | 4                  |             | -           | -           | 50     | 7      |        |
| Totale carriera  | Totale carriera  | Totale carriera  | 76         | 19         |                 | 3               | 0               |                    | 15                 | 4                  |             | -           | -           | 94     | 23     |        |